# Katedra Świętej Anastazji w Zadarze
Katedra Świętej Anastazji (chor. Katedrala sv. Stošije) – katedra w Zadarze, główna świątynia rzymskokatolickiej archidiecezji zadarskiej w Chorwacji.
Kościół z XII-XIII wieku z zachowaną starą częścią (IX-XI wiek) oraz dobudowaną nawą, której romańska fasada uważana jest za najpiękniejszą w Dalmacji. Pod prezbiterium znajduje się trzynawowa krypta z XII wieku. W bocznych apsydach zachowały się resztki malowideł ściennych z XIII wieku; w lewej apsydzie – kamienny sarkofag Świętej Anastazji z napisem upamiętniającym biskupa Donata, który polecił wykonać sarkofag na początku IX wieku. Szczątki biskupa także spoczywają w katedrze, przeniesione w XIX wieku z sąsiedniego Kościoła św. Donata. W prezbiterium zachowały się romańskie marmurowe ławy z XII-XIII wieku oraz gotyckie stalle z XV wieku. W katedrze znajduje się m.in. jeden obraz z XIII wieku oraz prace Carpaccia.

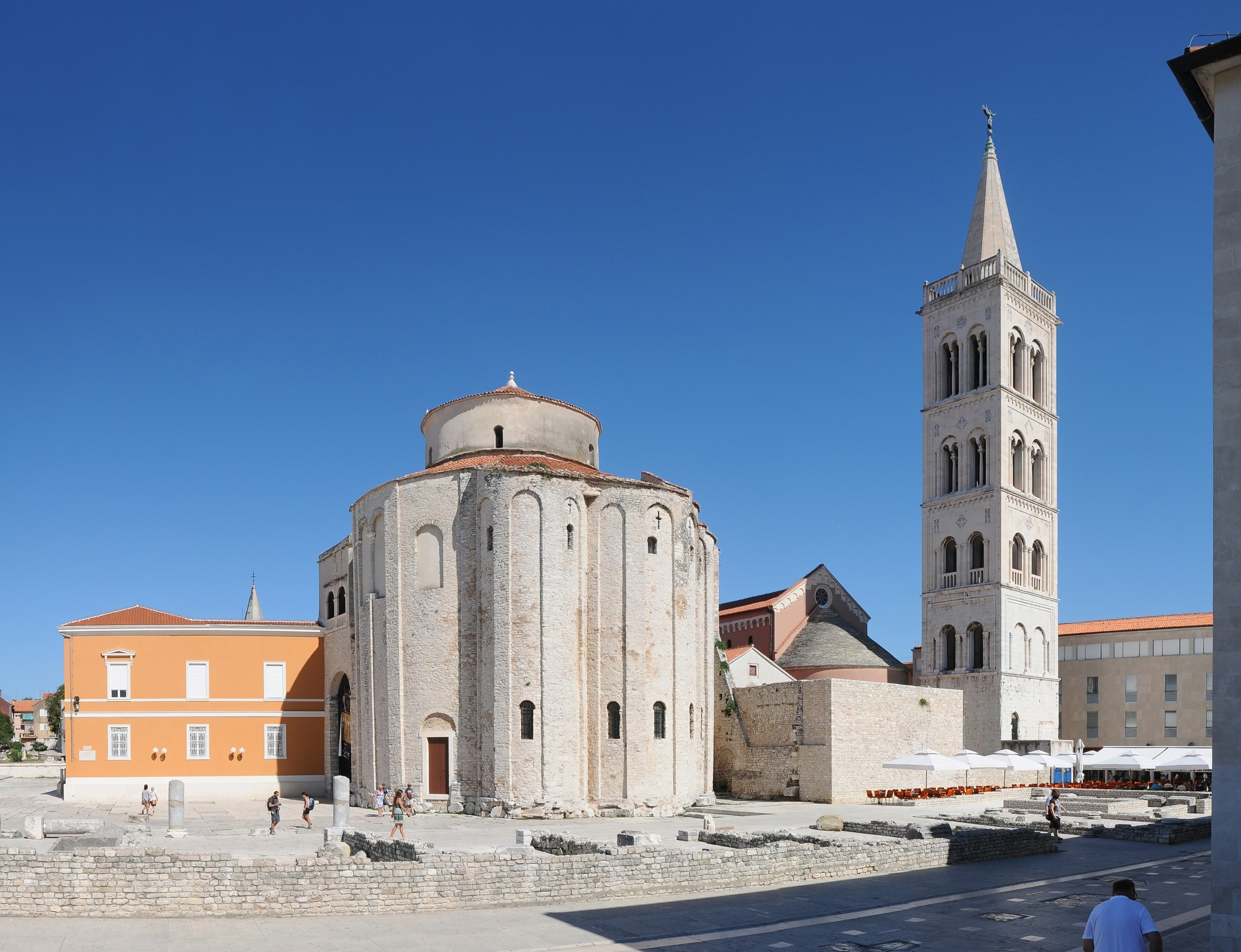
Wieża katedry z pobliskim kościołem św. Donata
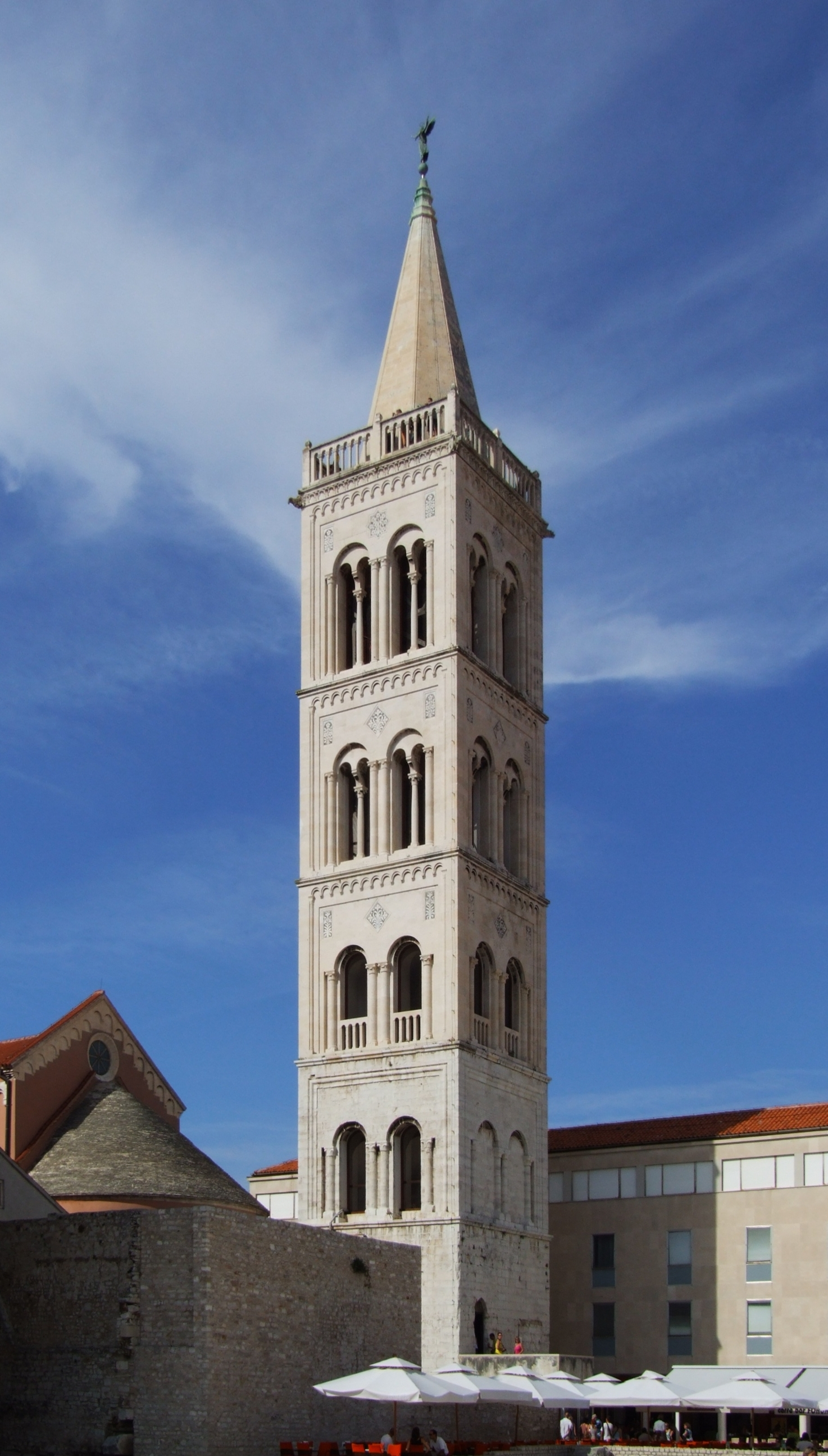
Wieża katedry
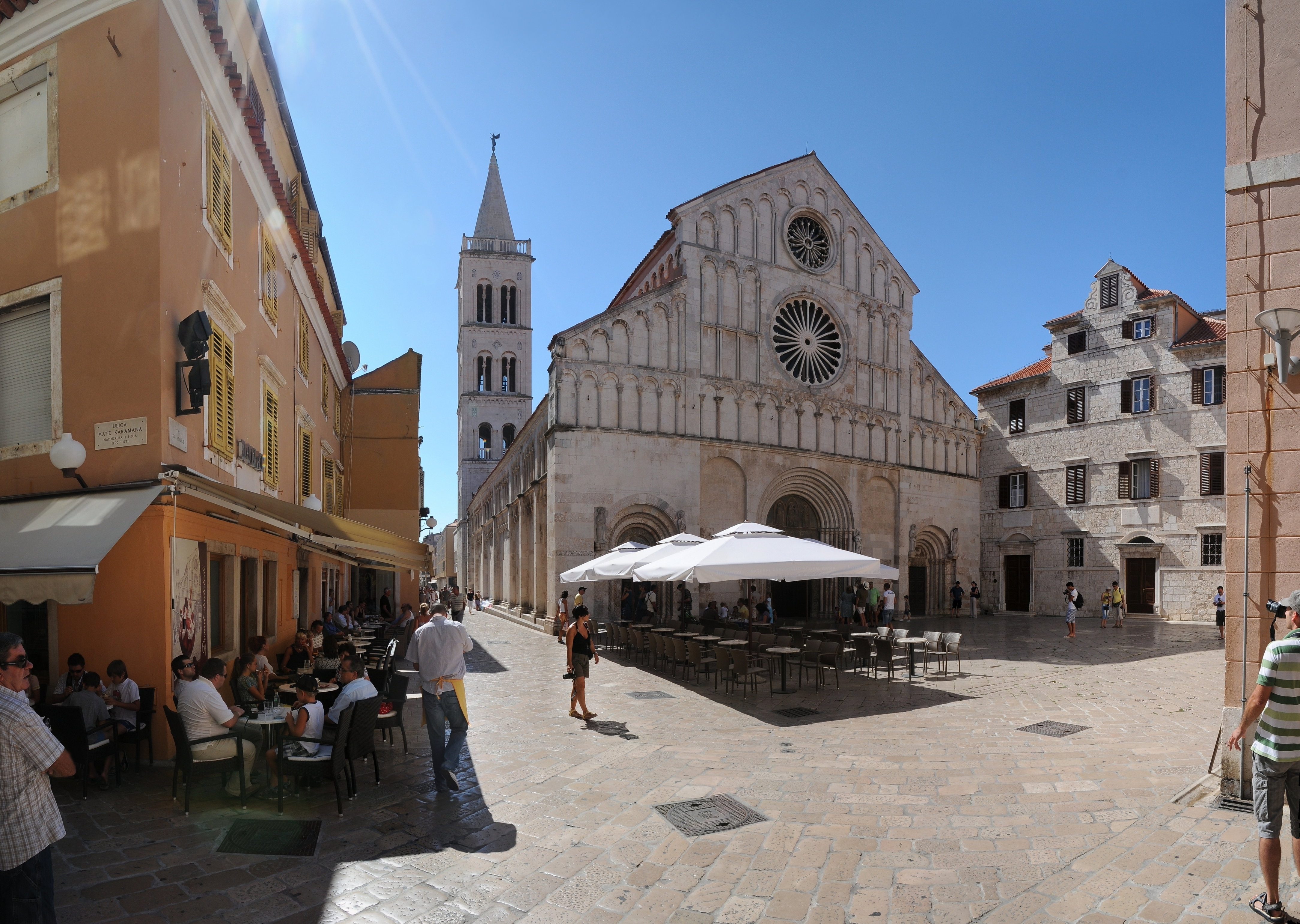
Katedra od strony fasady frontowej z przylegającym placem